# Nuova Svezia
La Nuova Svezia (in svedese Nya Sverige) era una piccola colonia svedese situata lungo il fiume Delaware sulla costa est del Nord America. La colonia fu uno dei primi insediamenti europei e l'unico insediamento svedese nel Nord America continentale.
Il centro più importante era Fort Christina (in epoca moderna noto come Wilmington, nel Delaware). La colonia includeva parte degli attuali Delaware, New Jersey, e Pennsylvania. L'insediamento fu fondato il 29 marzo 1638 e inglobato nella colonia olandese dei Nuovi Paesi Bassi il 15 settembre 1655. I coloni, oltre che svedesi, erano in minoranza anche finlandesi e olandesi.

## Le ambizioni coloniali svedesi e la spedizione nel Delaware
Alla metà del XVII secolo, i confini del Regno di Svezia si erano ulteriormente estesi e consolidati con la firma della pace di Vestfalia e il Paese entrava nel novero delle grandi potenze europee. Il dominio svedese in Europa comprendeva l'Ingria, buona parte della Pomerania, le arcidiocesi di Brema e Verden, l'Estonia, e la Lettonia. Oltre a questi territori bisogna ricordare che il regno svedese comprendeva tutta l'attuale Finlandia e parte dell'attuale Russia. Gli Svedesi cercarono, quindi, di estendere la loro influenza nell'area nordamericana creando una colonia specializzata nella produzione di prodotti agricoli (soprattutto tabacco) e di pellicce, al fine di aggirare il monopolio dei mercanti francesi e inglesi. Fu quindi istituita la Compagnia di Nuova Svezia, che includeva azionisti svedesi, olandesi e tedeschi.
La prima spedizione svedese in Nord America, organizzata dall'ammiraglio Clas Fleming, salpò dal porto di Göteborg nel 1637. La spedizione venne organizzata e supervisionata dall'ammiraglio Klaus Fleming. Un olandese, Samuel Blommaert, assistette ai preparativi e designò Peter Minuit quale guida della spedizione.
I membri della spedizione viaggiarono sulle navi Fogel Grip e Kalmar Nyckel, e arrivarono nella baia di Delaware, in un punto situato nella zona rivendicata dagli olandesi. Successivamente raggiunsero Capo May e Capo Henlopen nel marzo 1638 e gettarono l'ancora in corrispondenza di una zona rocciosa vicino a Minquas Kill.

## La fondazione di Fort Christina e l'ostilità olandese
Gli svedesi costruirono un forte, vicino all'odierna Wilmington, che chiamarono Fort Christina. Negli anni seguenti, circa 600 svedesi e finlandesi si insediarono in quest'area. L'insediamento rappresentava de facto un'invasione della colonia dei Nuovi Paesi Bassi, in quanto questo territorio era stato esplorato e reclamato dai coloni olandesi.
Peter Minuit fu il primo governatore della colonia di Nuova Svezia. Essendo stato il direttore della Compagnia Olandese delle Indie Occidentali, ed il predecessore dell'attuale direttore al momento della fondazione della colonia, Willem Kieft, Minuit conosceva la situazione dei territori su entrambe le sponde del Delaware in quel momento. Sapeva che gli olandesi si erano insediati solo nella zona orientale (New Jersey), ma non in quella occidentale (Maryland, Delaware, e Pennsylvania). Minuit accolse i capi delle popolazioni native a bordo della Kalmar Nyckel e acquistò dai nativi i territori corrispondenti all'attuale città di Filadelfia, la Pennsylvania del Sud, il Delaware e il Maryland.
Kieft protestò, ma Minuit lo ignorò, perché sapeva bene che al momento gli olandesi erano militarmente impotenti. Minuit completò Fort Christina nel 1638 e quindi tornò a Stoccolma, ma prima fece scalo nei Caraibi per acquistare tabacco da rivendere in Europa e rendere il viaggio economicamente proficuo. Minuit morì nel corso di questo viaggio a causa di un uragano nei pressi dell'isola di Saint Christopher, nei Caraibi. In seguito a questo avvenimento, gli obblighi ufficiali del primo governatore di Nuova Svezia vennero trasferiti a Måns Nilsson Kling, un finlandese, fino all'invio di un nuovo governatore dalla madrepatria, due anni dopo.

Estensione e ubicazione delle colonie dei Nuovi Paesi Bassi (Nieuw Nederland) e Nuova Svezia (Nya Sverige)

## Lo scontro con i Paesi Bassi e la fine della colonia
Nel 1643 la compagnia si espanse lungo il fiume e costruì Fort Nya Elfsborg vicino all'attuale Salem. Nel maggio 1654 l'insediamento olandese di Fort Casimir fu occupato da un contingente svedese guidato da Johan Rising. Il forte fu conquistato senza l'uso della forza, dato che non vi era polvere da sparo, e fu rinominato Fort Trefaldigheets. Come rappresaglia gli olandesi, guidati dal governatore Peter Stuyvesant, posizionarono un esercito vicino al fiume Delaware nell'estate 1655, chiedendo la resa immediata di Fort Trefaldigheets e Fort Christina e presero il comando della colonia.
Nonostante l'occupazione olandese, i coloni svedesi e finlandesi continuarono a godere di uno status autonomo, possedendo una propria milizia, religione e terre.
Questa condizione durò ufficialmente fino alla conquista inglese della colonia dei Nuovi Paesi Bassi, nell'ottobre 1664, e continuò non ufficialmente fino a che l'intera area venne inclusa nello stato della Pennsylvania da parte di William Penn nel 1682. Durante questo periodo l'immigrazione e l'espansione svedese continuarono. Il primo insediamento svedese, con l'annesso Fort Wicaco, nell'area di Filadelfia fu costruito solo nel 1669, ma la maggiore immigrazione svedese in Nord America avvenne due secoli dopo, nel periodo tra il 1870 e il 1910, quando, soprattutto nel Minnesota, giunsero circa un milione di svedesi.

## Lista dei governatori
Tutti i governatori vissero a Fort Christina, eccetto Johan Björnsson Printz, che visse a Fort Nya Göteborg.
- Peter Minuit, direttore (29 marzo 1638 - 15 giugno 1638)
- Måns Nilsson Kling, comandante (15 giugno 1638 - 1º aprile 1640)
- Peter Hollander Ridder, comandante (1º aprile 1640 - 1º febbraio 1643)
- Johan Björnsson Printz (1º febbraio 1643-  1º ottobre 1653)
- Johan Papegoya (1º ottobre 1653 - 1º maggio 1654)
- Johan Classon Rising (1º maggio 1654 - 15 settembre 1655)

## Forti
- Fort Christina (così battezzato in onore della regina Cristina di Svezia) fu costruito nel 1638 e fu il primo insediamento europeo permanente nella valle del fiume Delaware. Nel 1651 i coloni olandesi edificarono Fort Casimir a soli 12 chilometri di distanza e le tensioni fra le due colonie aumentarono notevolmente, fino a quando, nel 1655, la colonia di Nuova Svezia passò in mano olandese; ora Wilmington, Delaware.
- Fort Nya Göteborg (Forte Nuova Göteborg), 1643-1655, ora Essington, Pennsylvania.
- Fort Nya Korsholm (Forte Nuova Korsholm), 1647-1653, ora Filadelfia, Pennsylvania.
- Fort Nya Elfsborg (Forte Nuova Elfsborg), 1643-1651, ora Salem, New Jersey.
- Fort Trefaldigheets (Forte Trinità), era precedentemente un avamposto olandese col nome di Fort Casimir. Venne conquistato dagli svedesi al comando di Johan Rising nel 1654, ma la caduta della colonia svedese pose termine all'occupazione; ora New Castle, Delaware.

## Insediamenti permanenti

La Nuova Svezia nel 1650.

- Christina, ora Wilmington, Delaware 1638
- Finland (Chamassungh), ora Trainer, Pennsylvania 1641
- Upland, ora Chester, Pennsylvania 1641
- Printztorp, ora Chester, Pennsylvania 1643
- Tequirassy, ora Eddystone, Pennsylvania 1643
- Tinicum, Pennsylvania 1643
- Isola di Minqua, ora Filadelfia, Pennsylvania 1643
- Kingsessing (Nya Vasa), ora Filadelfia, Pennsylvania 1644
- Mölndal, ora Yeadon, Pennsylvania 1645
- Torne (Aronameck), ora West Philadelphia, Pennsylvania 1647
- Sidolad, ora Wilmington, Delaware 1654
- Strandviken, ora Wilmington, Delaware 1654
- Ammansland, ora Darby, Pennsylvania 1654

## Fiumi e torrenti
- Swenskes Revier, Nya Sweriges Rivier (Delaware)
- Schuylen Kyl (Schuylkill)
- Minquas Kyl (Christina)
- Fiske Kyl (Brandywine)